# Hostel (bedrijf)

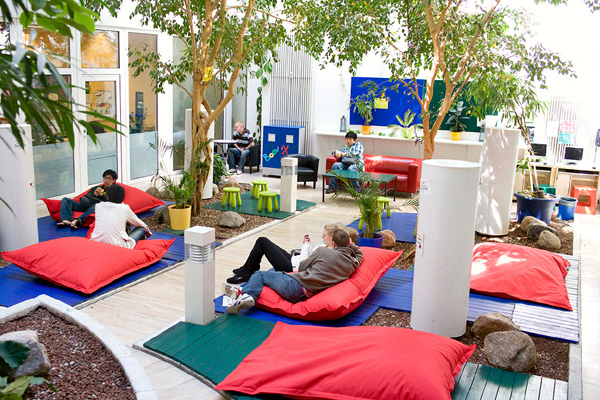
Wombats City Hostel in München

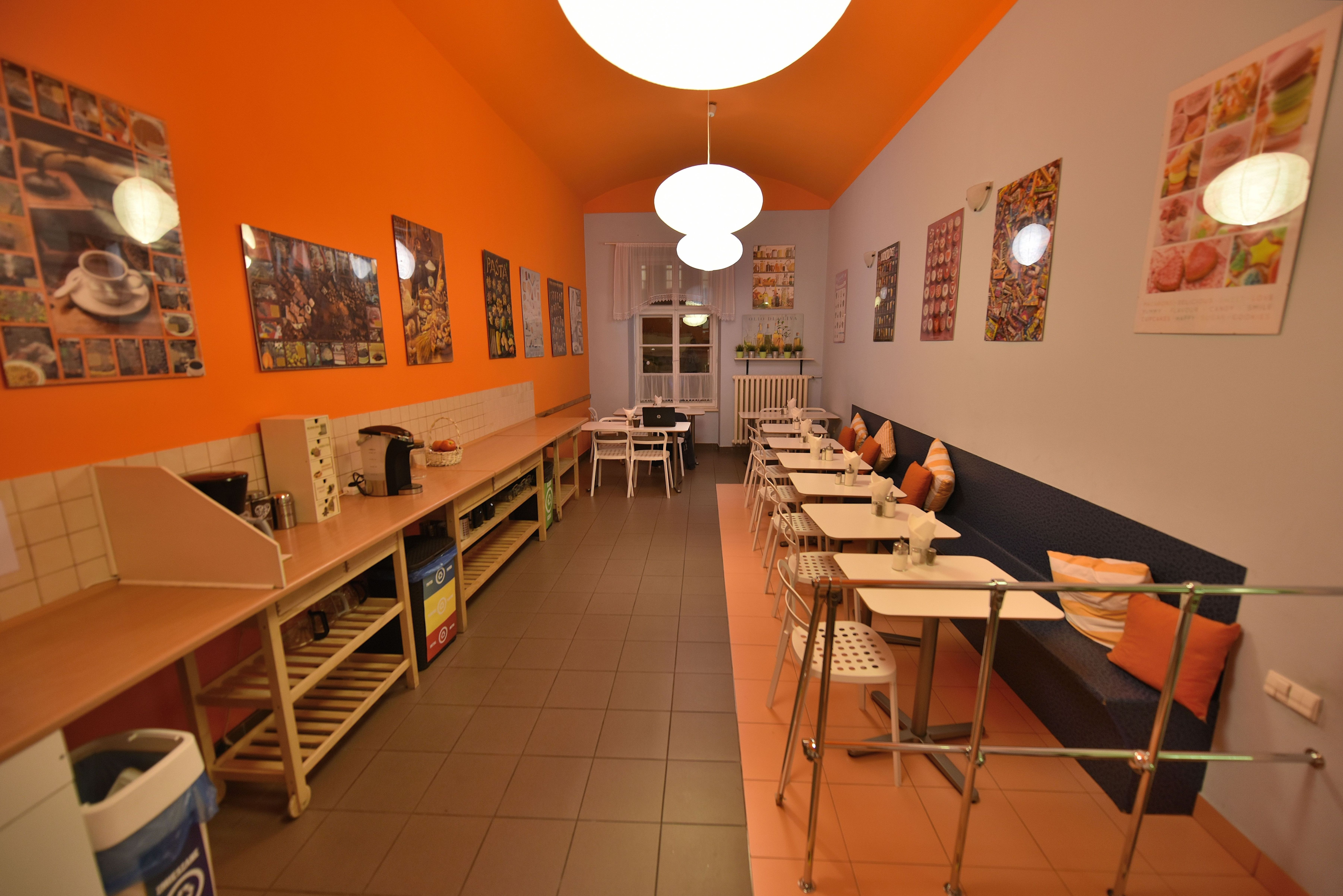
Keuken Secret Garden Hostel in Krakau (Polen)

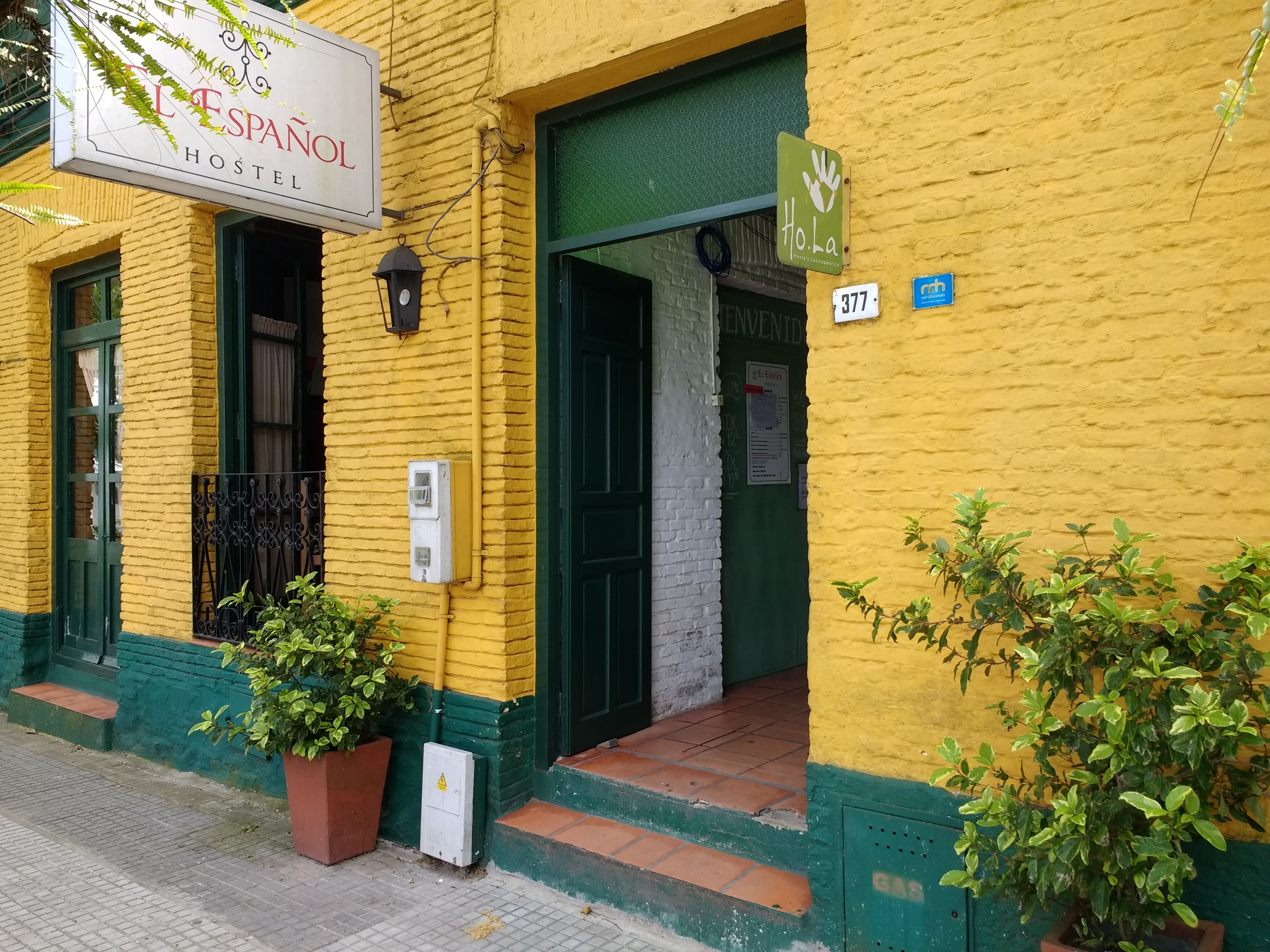
Hostel El Español Colonia del Sacramento (Uruguay)

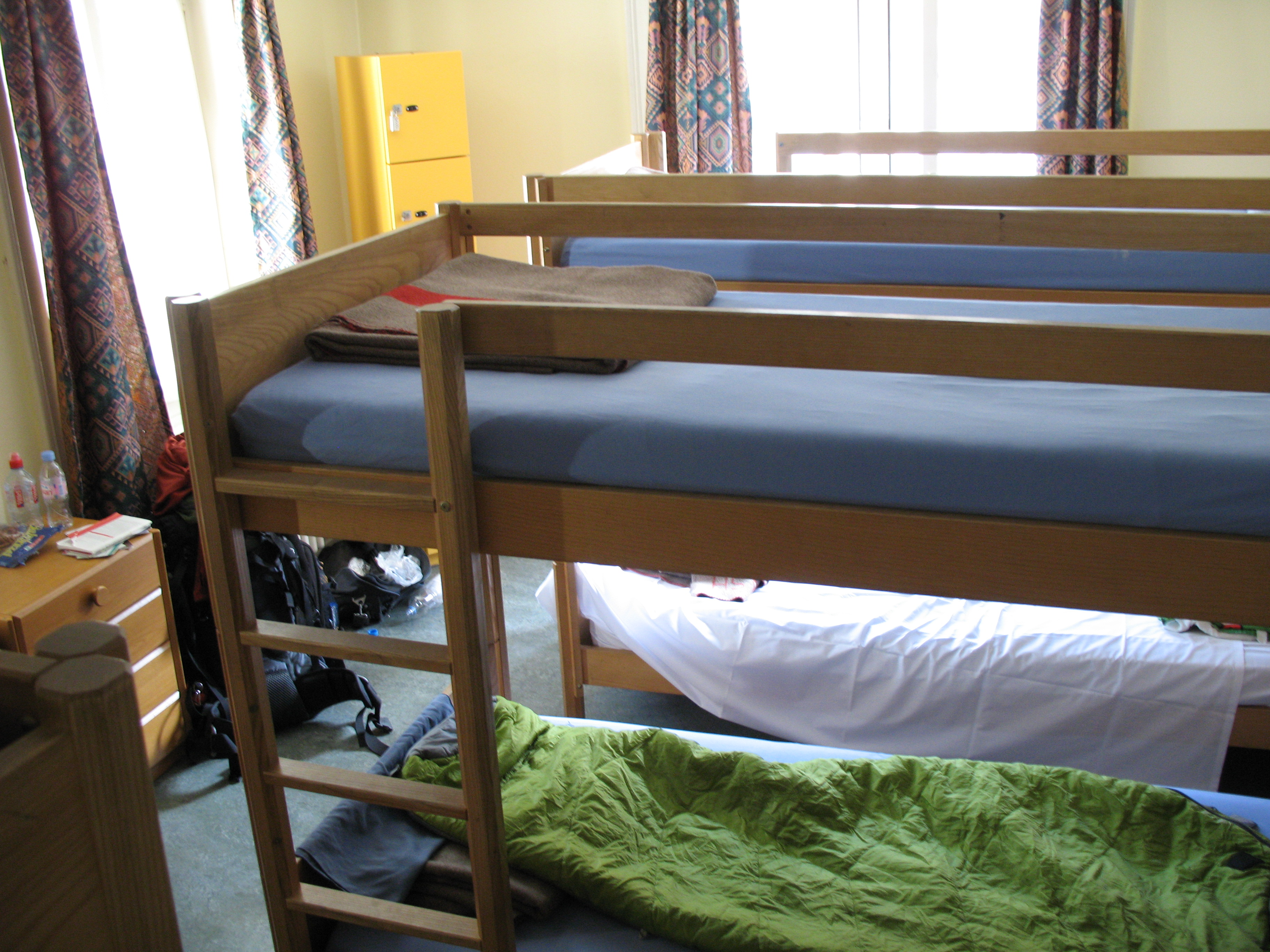
Slaapzaal

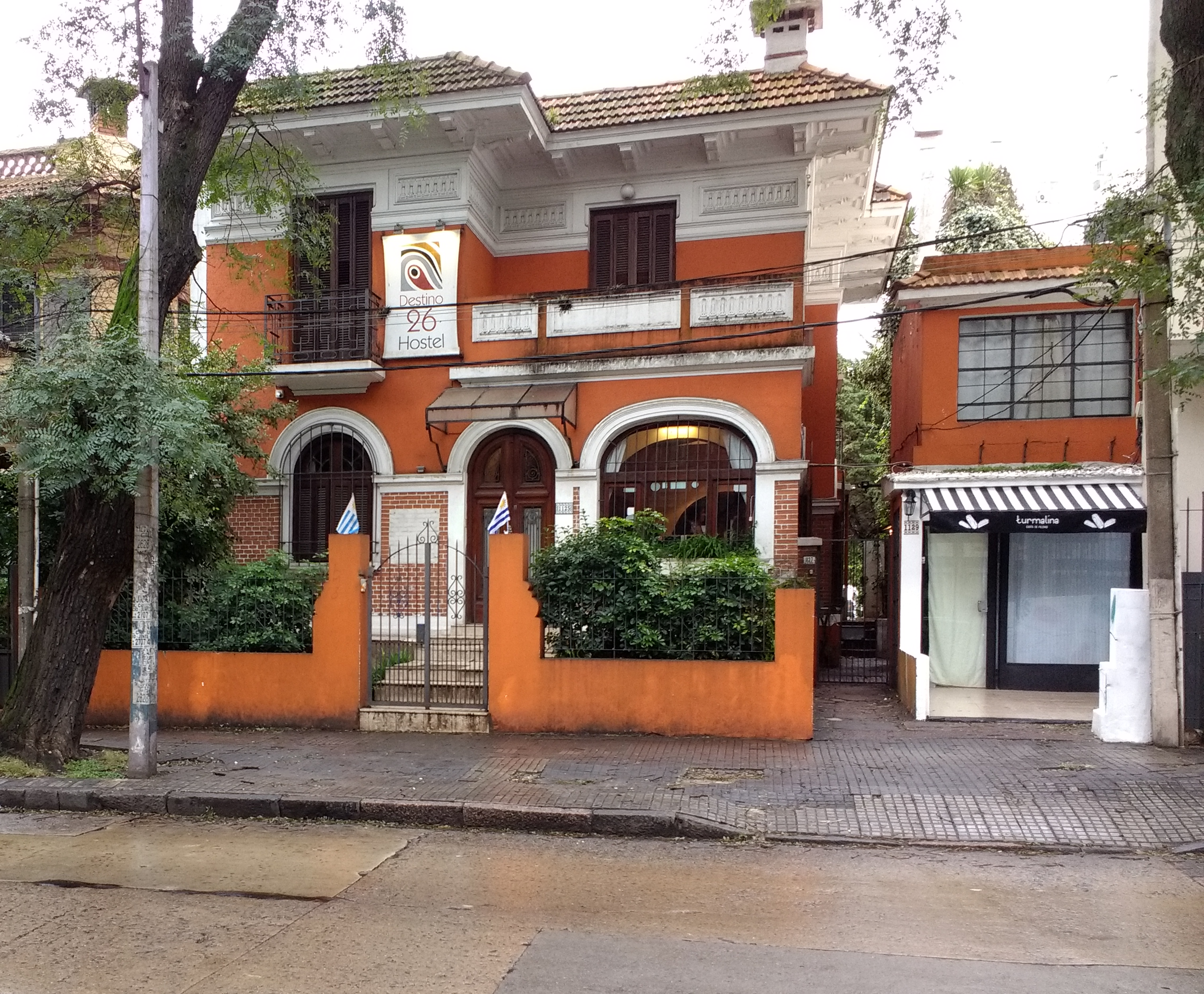
Destino26 Hostel Montevideo (Uruguay)

Een hostel is een vorm van accommodatie voor overnachting.
In vergelijking met een hotel is er vaak sprake van meer gezamenlijk te delen voorzieningen. Hierdoor is er dus minder privacy, zoals door alle gasten te gebruiken sanitair en slaapkamers of -zalen voor meerdere niet bij elkaar horende gasten. Ook anderszins kan sprake zijn van minder luxe-faciliteiten, waarmee de prijs voor een overnachting laag is.
De begrippen hostel en jeugdherberg zijn grotendeels synoniem. De benaming hostel won in de loop van de 20e eeuw aan populariteit met de commercialisering.

## Onafhankelijkheid
Hostels en/of jeugdherbergen  kunnen aangesloten zijn bij een overkoepelend netwerk. Dit is bijvoorbeeld het geval in Canada, Republiek Ierland, het Verenigd Koninkrijk en ook apart in Schotland. Het betreft hier wel puur nationale (of landelijke) organisaties en alle bedrijven worden toch onafhankelijk (independent) genoemd.
Veel hostels en/of jeugdherbergen zijn aangesloten bij Hostelling International.

## Slaapzalen en -kamers
Veel hostels beschikken over verschillende soorten ruimtes om in te overnachten. Voor individuele reizigers en eventueel groepen zijn dan slaapzalen ingericht (voor bijvoorbeeld zes, acht of twaalf gasten), maar er kan ook gekozen worden voor een privé-kamer met maar enkele bedden.

## Andere voorzieningen
Ook andere voorzieningen worden in veel hostels gedeeld. Er zijn bijvoorbeeld gezamenlijke toiletten, douches, wastafels en/of wasmachines. Ook is er soms een keuken waarvan alle gasten gebruik kunnen maken en als deze er niet is zijn er soms wel nog beperkte zelfcateringvoorzieningen of er is sprake van gedeeltelijke zelfbediening: er is bijvoorbeeld gezorgd voor een ontbijtbuffet, maar de gasten dienen na afloop zelf te zorgen voor hun afwas.

## Geschiedenis
Richard Schirrmann, een Duitse leraar, opende anno 1912 het eerste hostel in kasteel Altena in Altena, met de wens om zijn leerlingen mee te nemen op excursies naar het platteland voor de frisse lucht en blootstelling aan de natuur.
In 1932 telde Duitsland meer dan tweeduizend jeugdherbergen die jaarlijks meer dan 4,5 miljoen overnachtingen registreerden. De Internationale Federatie van Jeugdherbergen (nu Hostelling International) werd in oktober 1932 opgericht. Het is nu een organisatie die bestaat uit meer dan 90 jeugdherberg-verenigingen die meer dan 4.500 jeugdherbergen in meer dan 80 landen vertegenwoordigen.
In 1936 was Franklin D. Roosevelt erevoorzitter van AYH (nu Hostelling International USA). John D. Rockefeller III was een voorstander van hostels en was enkele jaren voorzitter. Tijdens de Tweede Wereldoorlog werden veel hostels in Europa tijdelijk gesloten. In de jaren zestig en zeventig floreerde de hostelsector.
De sector ging tijdens de energiecrisis van de jaren zeventig van de vorige eeuw achteruit. De jeugdherbergen bleven tijdens de financiële crisis van 2007-2008 groeien, onder meer door hun kostenefficiëntie. Hierna groeide de sector snel in onder meer Amsterdam, New York, Rome, Buenos Aires en Miami.
Een wet uit 2010 remde de groei van hostels in New York echter af. Sinds de invoering van deze wet groeien hostels toch weer in populariteit in de Amerikaanse stad, met name doordat de groei van illegale Airbnb-verhuur wordt afgeremd door de overheid.